# Reglament comunitari
Un reglament comunitari és una norma jurídica del dret comunitari europeu comparable a les lleis en dret intern. A través d'aquest instrument els òrgans comunitaris poden intervenir de manera més intensa en els ordenaments jurídics interns. Es distingeix d'altres fonts de dret comunitari pel fet que és d'aplicabilitat directa, és a dir, no cal una normativa estatal (com és el cas de les directives) perquè un reglament suposi un dret o un deure per a la ciutadania europea. A més a més, la ciutadania està obligada a respectar-lo com ho faria amb una norma estatal. S'imposa a través del reglament el mateix dret a tots els estats membres, sense tenir en compte fronteres, i és vàlid de forma uniforme i íntegra. D'aquesta manera un estat no pot refusar o incomplir una part del reglament perquè aquest contradiu les seves lleis internes.